# Liste japanischer Flugzeug-Kolbentriebwerke
Die nachfolgende Liste enthält die in Japan bis 1945 hergestellten Kolben-Flugzeugmotoren. Nicht behandelt sind die Strahltriebwerke, deren Herstellung sich auch 1945 noch im Versuchsstadium befand, sowie die Triebwerke für Raketenflugzeuge.

## Historisches
Als im ersten Jahrzehnt des 20. Jahrhunderts die ersten Flüge stattfanden und vor allem das Militär weltweit an dieser neuen Erfindung Interesse zeigte, stellte auch Japan eine provisorische militärische Ballon-Versuchsabteilung auf, die sich dieses Themas annahm. Den ersten Flug in Japan führte der japanische Hauptmann Hino Kumazō am 19. Dezember 1910 auf einem in Deutschland erworbenen Grade Eindecker durch. Ausweislich einer anderen Quelle fand der Flug am gleichen Tage, jedoch von Hauptmann Yoshitoshi Tokugawa auf einem Doppeldecker Farman III statt. In der Folgezeit wurden weitere Flugzeuge aus dem Ausland nach Japan importiert, daneben entstanden ab dem Jahr 1911 in Japan verschiedene weitere Flugapparate heimischer Hersteller, neben dem oben erwähnten Hino Kumazō werden die Namen Morita, Narahara und Tsuzuku genannt. Sie alle waren indessen Bastler, die – teils nach ausländischen Vorbildern, teils nach eigenen Anschauungen – Flugapparate konstruierten, die sich entweder überhaupt nicht vom Boden erhoben oder aber nur kurze Sprünge ausführten. Ebenso gab es in Japan Versuche zum Bau eigener Motoren für diese Flugapparate, indessen erbrachten diese alle die erforderliche Mindestleistung von etwa 30–50 PS nicht, sodass sie als Flugzeugtriebwerke nicht in Frage kamen. Japan beschaffte also weitere Flugzeuge im Ausland.
Als Japan im August 1914 dem Deutschen Reich den Krieg erklärte und damit am Ersten Weltkrieg teilnahm, hatte die Kaiserlich Japanische Armee 16 Flugzeuge, die Kaiserlich Japanische Marine 12 Stück, die meisten waren ausländischen Musters. Während des Ersten Weltkrieges wurden weitere Flugzeuge im Ausland erworben, insbesondere gelang es aber, diese in eigenen Werken nachzubauen. So entstanden in Lizenz Farman-Doppeldecker, die Motoren dazu (Nachbauten des Renault R 70, des Mercedes D I und Benz D I) kamen ab 1915 von armeeeigenen Werkstätten (Artilleriearsenal Tokio), ab 1916/17 auch von Mitsubishi. Am Ende des Ersten Weltkrieges verfügten die japanischen Streitkräfte bereits über 630 Flugzeuge, davon hatte das Heer 365 Stück, die Marine 265 Exemplare. Zusätzlich gab es 30 zivile Flugzeuge.
In den 1920er Jahren kamen weitere japanische Firmen hinzu, die im Ausland Lizenzen zum Bau von Flugmotoren erwarben: Gasuden und Kawasaki im Jahr 1919, das Marinearsenal Hiro 1924, Nakajima 1926, Aichi 1927 und Ishikawajima (ab 1936 Tachikawa) ebenfalls 1927.
Ab Anfang der 1930er Jahre begannen die japanische Flugmotorenwerke vermehrt mit der Konstruktion eigener Motortypen. Diese standen in ihrer Qualität den Motoren anderer Industrieländer keinesfalls nach. Nach 1941 indessen litten Leistung und Zuverlässigkeit allmählich immer mehr unter Materialmangel (es fehlten der japanischen Industrie diverse Stahlveredler wie z. B. Nickel), ebenso Mangel an Fachkräften und zum Schluss vor allem auch an Treibstoff, was die Probeläufe der Motoren vor dem Einbau auf ein Minimum reduzierte.

## Die Bezeichnung der japanischen Flugmotoren
Die japanischen Flugmotoren wurden auf mehrere Arten bezeichnet. Man unterschied:
- die Bezeichnung durch den Hersteller
- die Bezeichnung durch das Heer
- die Bezeichnung durch die Marine
- die Einheitsbezeichnung durch Heer und Marine.

Im Einzelnen:

### Frühe Bezeichnungen, Herstellerbezeichnungen
Die ersten in Japan in Serie hergestellten Motoren verwendeten Bezeichnungen, aus denen sich der Hersteller wie auch die Firma, in deren Lizenz der Motor hergestellt wurde, ergab: Z. B. Aichi-Lorraine für die von Aichi in Lizenz gebauten Motortypen von Lorraine-Dietrich oder Mitsubishi-Hi für die von Mitsubishi in Lizenz gebauten Motortypen von Hispano-Suiza.
Daneben benutzten auch manche Hersteller in den Folgejahren Suggestivnamen für ihre Motoren.

### Bezeichnung durch das Heer
Ähnlich wie für sonstiges Heeresgerät benutzte das Heer erstmals ab 1927 das Einführungsjahr als namensgebend für Flugmotoren. Hierbei ist zu beachten, dass die Japanische Zeitrechnung mit dem Jahr 660 v. Chr. beginnt, das Jahr 1927 nach der Christlichen Jahreszählung war also nach der japanischen Zeitrechnung das Jahr 2587. Das Heer bezeichnete die Motoren seiner Flugzeuge mit den letzten beiden Ziffern (ab 1941 nur noch mit der letzten Ziffer) des Einführungsjahres nach japanischer Zeitrechnung, für 1927 also mit 87. Es ergeben sich also für die Jahre ab 1927 folgende Typenbezeichnungen:
| Jahr | 1927 | 1928 | 1929 | 1930 | 1931 | 1932 | 1933 | 1934 | 1935 | 1936 | 1937 | 1938 | 1939 | 1940 | 1941 | 1942 | 1943 | 1944 |
| ---- | ---- | ---- | ---- | ---- | ---- | ---- | ---- | ---- | ---- | ---- | ---- | ---- | ---- | ---- | ---- | ---- | ---- | ---- |
| Typ  | 87   | 88   | 89   | 90   | 91   | 92   | 93   | 94   | 95   | 96   | 97   | 98   | 99   | 00   | 1    | 2    | 3    | 4    |

Im Jahr 1933 wurde diese Praxis durch das sogenannte Hatsudoki-System abgelöst: Hatsudoki, abgekürzt Ha, ist ein japanisches Wort für Flugzeugmotor. Jeder Flugzeugmotor erhielt jetzt eine mit Ha- beginnende Nummernbezeichnung in (mit zahlreichen Lücken) aufsteigender Reihenfolge. Das bisherige Bezeichnungssystem wurde daneben jedoch teilweise noch weiter verwendet.

### Bezeichnung durch die Marine
Die japanische Marine benutzte zunächst ein ähnliches System wie ursprünglich das Heer, jedoch basierend auf der Regierungszeit des jeweiligen Tennō: Dieser erlässt bei Regierungsantritt eine Devise, unter der seine Herrschaft stehen soll. Diese Devise dient während seiner Herrscherzeit als Ärabezeichnung. So wurde die Regierungszeit des 1912 inthronisierten Tenno Yoshihito als Taishō-Ära, die seines Nachfolgers Hirohito (ab 1926) als Shōwa-Ära bezeichnet. Das Jahr 1927 war also das Jahr 2 der Shōwa-Ära. Indessen bezeichnete die Marine ab 1929 das Jahr nicht mehr nach der Ära des Kaisers, sondern gebrauchte – wie das Heer – das Jahr nach dem japanischen Kalender. Lediglich für Ausschreibungen neuer Flugmotortypen (Shisaku, kurz: „Shi“) behielt man das Jahr nach der Showa-Zeit bei, ein Motor „12 Shi“ ist also ein nach einer Ausschreibung des Jahres 1937 gebauter Flugmotor-Prototyp. Ging der Motor in Serie, so erhielt er eine Typenbezeichnung nach dem jeweiligen System, blieb es beim Prototyp, so behielt er seine Shi-Nummer. Es ergeben sich also für die Jahre ab 1921 folgende Typenbezeichnungen:
| Jahr       | 1921      | 1922      | 1923      | 1924      | 1925      | 1926      | 1926    | 1927    | 1928    | 1929    | 1930    |
| ---------- | --------- | --------- | --------- | --------- | --------- | --------- | ------- | ------- | ------- | ------- | ------- |
| japan. Ära | Taisho 10 | Taisho 11 | Taisho 12 | Taisho 13 | Taisho 14 | Taisho 15 | Showa 1 | Showa 2 | Showa 3 | Showa 4 | Showa 5 |
| Marine-Typ | 10        | 11        | 12        | 13        | 14        | 15        | 1       | 2       | 3       | 89      | 90      |

| Jahr       | 1931    | 1932    | 1933    | 1934    | 1935     | 1936     | 1937     | 1938     | 1939     | 1940     | 1941     | 1942     | 1943     | 1944     | 1945     |
| ---------- | ------- | ------- | ------- | ------- | -------- | -------- | -------- | -------- | -------- | -------- | -------- | -------- | -------- | -------- | -------- |
| japan. Ära | Showa 6 | Showa 7 | Showa 8 | Showa 9 | Showa 10 | Showa 11 | Showa 12 | Showa 13 | Showa 14 | Showa 15 | Showa 16 | Showa 17 | Showa 18 | Showa 19 | Showa 20 |
| Typ        | 91      | 92      | 93      | 94      | 95       | 96       | 97       | 98       | 99       | 0        | 1        | 2        | 3        | 4        | 5        |

Ab Ende der 1930er Jahre benutzte die Marine daneben zur Motorbenennung eine Kurzform-Bezeichnung aus zwei Buchstaben, einer Zahl und einem weiteren Buchstaben. Der erste Buchstabe stand für den Hersteller:
- A = Aichi
- G = Gasuden/Hitachi
- I = Ishikawajima
- M = Mitsubishi
- N = Nakajima
- Y = Yokosuka

Der zweite Buchstabe stand für den Motortyp:
- D = Diesel
- E = wassergekühlt
- K = luftgekühlt

Die dann anschließende Zahl wurde (meist, nicht immer!) in aufsteigender Reihenfolge vergeben und sagt aus, der wievielte Motortyp des jeweiligen Herstellers hier konstruiert wurde.
Der dann folgende Buchstabe deutete an, um welche Variante dieses Motortyps es sich handelt. MK1A ist also die erste Variante (A) des ersten (1) luftgekühlten (K) Motors von Mitsubishi (M).

### Einheitsbezeichnung durch Heer und Marine
Heer und Marine einigten sich im Mai 1943 auf die Verwendung einheitlicher Motorbezeichnungen, die aus dem Kürzel Ha (für Hatsudoki = Motor) und zwei Ziffern bestand:
Die erste Ziffer bedeutete:
- 1 = Reihenmotor, luftgekühlt
- 2 = Sternmotor, luftgekühlt
- 3 = Doppelsternmotor, 14 Zylinder, luftgekühlt
- 4 = Doppelsternmotor, 18 Zylinder, luftgekühlt
- 5 = Doppelsternmotor, über 18 Zylinder, luftgekühlt
- 6 = 12-Zylinder-Motor, wassergekühlt
- 7 = Motor mit über 12 Zylindern, wassergekühlt
- 8 = Dieselmotor
- 9 = Sonstiger Motor

Die 2. Ziffer zeigte nach Goodwin/Starkings Bohrung und Hub an und bedeutete bei Doppelsternmotoren (Erste Ziffer eine 3 oder 4):
- 0 = 130 mm Bohrung, 160 mm Hub
- 1 = 140 mm Bohrung, 130 mm Hub
- 2 = 150 mm Bohrung, 170 mm Hub
- 3 = 140 mm Bohrung, 150 mm Hub
- 4 = 146 mm Bohrung, 160 mm Hub
- 5 = 130 mm Bohrung, 150 mm Hub
- 6 = 155 mm Bohrung, 170 mm Hub
- 7 = 150 mm Bohrung, 180 mm Hub

Diese Angaben gelten allerdings –worauf in der Literatur auch hingewiesen wird – nur eingeschränkt, sie können jedoch wie folgt ergänzt und verfeinert werden:
War die erste Ziffer eine 1 (Reihenmotor), so bedeutete die 2. Ziffer
- 1 = 105 mm Bohrung, 125 mm Hub, wie der Motor Hitachi Hatsukaze belegt.

War die erste Ziffer eine 2 (= einfacher Sternmotor), so bedeutete offenbar die 2. Ziffer, wie die Motorbezeichnungen von Hitachi und Mansyu zeigen,
- 1 = 115 mm Bohrung, 120 mm Hub
- 2 = 115 mm Bohrung, 130 mm Hub
- 3 oder 4 = 130 mm Bohrung, 150 mm Hub

War die erste Ziffer eine 6 (wassergekühlter Zwölfzylinder), so bedeutete die 2. Ziffer
- 0 = 150 mm Bohrung, 160 mm Hub, wie der Motor Aichi Atsuta und Kawasaki Ha-40 belegen.

Um die Einheits-Typenbezeichnung von der alten Ha-Typenbezeichnung des Heeres zu unterscheiden, wurden die neuen Typenbezeichnungen in eckige Klammern gesetzt. Hinter den Klammern folgte meistens eine weitere zweistellige Zahl, die die Variante des Motors anzeigte und aus den bisherigen Systemen übernommen wurde.

## Homologisationstabelle
Die nachfolgende Tabelle soll helfen, die verschiedenen Bezeichnungen für die in Japan gebauten Flugzeug-Kolbentriebwerke in Einklang zu bringen. Es wurden alle in Serie in Japan bis 1945 gebauten Motoren in die folgende Tabelle aufgenommen, nicht jedoch Projekte, die nie das Reißbrett verließen, Prototypen nur ausnahmsweise.

### Motoren von Aichi, Gasuden/Hitachi, Hiro, Kawasaki, Kobe, Mansyu
| Hersteller- | Name,                 | Heer, Typ-   | Heer, Ha-  | Marine-       | Einheits-   | Bemerkung                              |
| Firma       | Werksbez.             | Nummer       | Nummer     | Kurzbez.      | bezeichnung |                                        |
| ----------- | --------------------- | ------------ | ---------- | ------------- | ----------- | -------------------------------------- |
| Aichi       | Lorraine 12E          | -            | -          | -             | -           | Lizenz Lorraine-Dietrich 12E, 450 PS   |
| Aichi       | Lorraine 12F          | 600hp Typ 91 | -          | -             | -           | Lizenz Lorraine-Dietrich 12F, 600 PS   |
| Aichi       | Atsuta 11             | -            | -          | AE2A          | [Ha-60]11   | importierter Daimler-Benz DB 600G      |
| Aichi       | Atsuta 12             | -            | -          | -             | [Ha-60]12   | importierter Daimler-Benz DB 601A      |
| Aichi       | Atsuta 21             | -            | -          | AE1A          | [Ha-60]21   | Lizenz Daimler-Benz DB 601A            |
| Aichi       | Atsuta 31             | -            | -          | AE1P          | [Ha-60]31   | leistungsgesteigerter AE1A, wenige     |
| Aichi       | Atsuta 32             | -            | -          | AE1P          | [Ha-60]32   | leistungsgesteigerter AE1A             |
| Aichi       | Atsuta 53             | -            | -          | AE1T          | [Ha-60]53   | leistungsgesteigerter AE1A, Prototypen |
| Hersteller- | Name,                 | Heer, Typ-   | Heer, Ha-  | Marine-       | Einheits-   | Bemerkung                              |
| Firma       | Werksbez.             | Nummer       | Nummer     | Kurzbez.      | bezeichnung |                                        |
| Gasuden     | 100hp Daimler         | -            | -          | -             | -           |                                        |
| Gasuden     | 80hp Le Rhône         | -            | -          | -             | -           |                                        |
| Gasuden     | 120hp Le Rhône        | -            | -          | -             | -           |                                        |
| Gasuden     | 230hp Salmson         | -            | -          | -             | -           |                                        |
| Gasuden     | 130hp Benz            | -            | -          | -             | -           |                                        |
| Gasuden     | Urakaze               | -            | -          | -             | -           | wenige                                 |
| Gasuden     | Hatakaze              | -            | -          | -             | -           | nur Prototyp?                          |
| Gasuden     | Jimpu 1               | -            | -          | -             | -           | für Marine                             |
| Gasuden     | Jimpu 2               | -            | -          | -             | -           | für Marine                             |
| Gasuden     | Jimpu 3, 6, Kai-1     | 150hp Typ95  | Ha-12      | -             | [Ha-21]11   | für Heer                               |
| Gasuden     | Jimpu 5A              | 280hp Typ2   | Ha-42      | -             | [Ha-22]01   | für Heer                               |
| Hitachi     | -                     | -            | Ha-42      | -             | -           |                                        |
| Gasuden     | Tempu 11              | -            | -          | GK2           | [Ha-23]11   | für Marine                             |
| Gasuden     | Tempu 12              | -            | -          | GK2A?         | [Ha-23]12   | für Marine                             |
| Gasuden     | -                     | 350HP Typ95  | Ha-13      | GK2C          | [Ha-23]13   | für Heer                               |
| Gasuden     | Tempu 21              | -            | -          | GK2B          | [Ha-23]21   | für Marine                             |
| Gasuden     | -                     | 450hp Typ98  | Ha-13a     | -             | [Ha-23]22   | für Heer                               |
| Hitachi     | Amakaze 13            | 350hp Typ95  | Ha-13      | GK2C          | [Ha-23]13   | für Heer                               |
| Hitachi     | Amakaze 21            | -            | Ha-13a     | GK2B          | [Ha-23]21   | für Marine                             |
| Hitachi     | Amakaze 31            | -            | Ha-38      | GK2?          | [Ha-23]31   | für Marine                             |
| Hitachi     | Hatsukaze 11          | 110hp Typ4   | Ha-47      | GK4A          | [Ha-11]     | Lizenz Hirth HM 504                    |
| Hitachi     | Kamikaze              | 150hp Typ95  | Ha-        | -             | [Ha-21]11   | Gasuden Jimpu 5A, umbenannt            |
| Hersteller- | Name,                 | Heer, Typ-   | Heer, Ha-  | Marine-       | Einheits-   | Bemerkung                              |
| Firma       | Werksbez.             | Nummer       | Nummer     | Kurzbez.      | bezeichnung |                                        |
| Hiro        | 400hp Hiro-Lorraine 1 | -            | -          | -             | -           | Lizenz Lorraine-Dietrich 12E           |
| Hiro        | 450hp Hiro-Lorraine 2 | -            | -          | -             | -           | Lizenz Lorraine-Dietrich 12F           |
| Hiro        | 450hp Hiro-Lorraine 3 | -            | -          | -             | -           | Lizenz Lorraine-Dietrich 12F           |
| Hiro        | -                     | -            | -          | 550hp Typ14   | -           | entwickelt aus Lorraine-Dietrich       |
| Hiro        | -                     | -            | -          | 600hp Typ90   | -           | entwickelt aus Lorraine-Dietrich       |
| Hiro        | -                     | -            | -          | 500hp Typ91-1 | -           | entwickelt aus Lorraine-Dietrich       |
| Hiro        | -                     | -            | -          | 600hp Typ91-2 | -           | entwickelt aus Lorraine-Dietrich       |
| Hiro        | -                     | -            | -          | 900hp Typ94   | -           | entwickelt aus Lorraine-Dietrich       |
| Hersteller- | Name,                 | Heer, Typ-   | Heer, Ha-  | Marine-       | Einheits-   | Bemerkung                              |
| Firma       | Werksbez.             | Nummer       | Nummer     | Kurzbez.      | bezeichnung |                                        |
| Kawasaki    | Salmson               | -            | -          | -             | -           | Lizenz Salmson 9Z                      |
| Kawasaki    | BMW VI                | -            | -          | -             | -           | Lizenz BMW VI                          |
| Kawasaki    | BMW VII               | -            | Ha-7       | -             | -           | Lizenz BMW VII                         |
| Kawasaki    | BMW VIII              | -            | -          | -             | -           | Lizenz BMW VIII, wenige                |
| Kawasaki    | BMW IX                | 800hp Typ95  | Ha-9       | -             | -           | Lizenz BMW IX                          |
| Kawasaki    | -                     | 800hp Typ98  | Ha-9-II    | -             | -           | verbesserter BMW IX                    |
| Kawasaki    | Atsuta 21?            | Typ2         | Ha-40      | AE1A          | [Ha-60]22   | Lizenz Daimler-Benz DB 601             |
| Kawasaki    | -                     | -            | Ha-140     | AE1P          | [Ha-60]41   | aus DB 601, problematisch              |
| Kawasaki    | -                     | -            | Ha-201     | -             | [Ha-72]11   | 2 Ha-40 hintereinander, Prototypen     |
| Kobe        | Kobe-Argus            | -            | -          | -             | -           | Lizenz Argus As 10c                    |
| Mansyu      | -                     | -            | Ha-13a-II  | -             | [Ha-23]23   | Lizenz Hitachi Ha-13                   |
| Mansyu      | -                     | -            | Ha-13a-III | -             | [Ha-23]24   | aus Hitachi Ha-13                      |

### Motoren von Mitsubishi
| Hersteller- | Name,                       | Heer, Typ-   | Heer, Ha- | Marine-  | Einheits-   | Bemerkung                                    |
| Firma       | Werksbez.                   | Nummer       | Nummer    | Kurzbez. | bezeichnung |                                              |
| ----------- | --------------------------- | ------------ | --------- | -------- | ----------- | -------------------------------------------- |
| Mitsubishi  | 70hp Renault                | -            | -         | -        | -           | Lizenz Renault 8C                            |
| Mitsubishi  | 200hp Typ Hi                | -            | -         | -        | -           | Lizenz Hispano-Suiza 8Ab                     |
| Mitsubishi  | 300hp Typ Hi                | -            | -         | -        | -           | Lizenz Hispano-Suiza 8Fb                     |
| Mitsubishi  | 450hp Typ Hi                | -            | -         | -        | -           | Lizenz Hispano-Suiza 12H                     |
| Mitsubishi  | 650hp Typ Hi                | -            | -         | -        | -           | Lizenz Hispano-Suiza 12Nbrs                  |
| Mitsubishi  | 130hp Armstrong-S. Mongoose | -            | -         | -        | -           | Lizenz Armstrong Siddeley Mongoose           |
| Mitsubishi  | 800hp Junkers L88           | -            | -         | -        | -           | Lizenz Junkers L88                           |
| Mitsubishi  | A3 600hp Myoyo 1            | -            | -         | -        | -           | Lizenz Pratt&Whitney Hornet, nur Prototyp    |
| Mitsubishi  | A12 760hp Myoyo 2           | -            | -         | -        | -           | Lizenz Pratt&Whitney Hornet                  |
| Mitsubishi  | A1                          | -            | -         | -        | -           | ähnlich Armstrong Siddeley Leopard, Prototyp |
| Mitsubishi  | A2                          | -            | -         | -        | -           | ähnlich Armstrong Siddeley Jaguar, wenige    |
| Mitsubishi  | A5                          | 400hp Typ92  | -         | -        | -           |                                              |
| Mitsubishi  | A4 Kinsei 1, 2              | -            | -         | -        | -           |                                              |
| Mitsubishi  | A6 Shinten                  | -            | Ha-6      | MK1A     | -           | wird manchmal mit A7 verwechselt             |
| Mitsubishi  | A7 Shinten-Kai              | -            | -         | -        | -           | wird manchmal mit A6 verwechselt             |
| Mitsubishi  | A8 Kinsei 3                 | -            | -         | -        | -           | aus A4 Kinsei 2                              |
| Mitsubishi  | A8 Kinsei 40ff              | -            | -         | -        | -           |                                              |
| Mitsubishi  | A8 Kinsei 50ff              | 1300hp Typ2  | Ha-112-1  | MK8A-D   | [Ha-33]50   |                                              |
| Mitsubishi  | A8 Kinsei 60ff              | 1500hp Typ4  | Ha-112-II | MK8P     | [Ha-33]60   |                                              |
| Mitsubishi  | A9                          | -            | -         | -        | -           | 4 Prototypen                                 |
| Mitsubishi  | A10 Kasei                   | -            | Ha-18     | MK4      |             |                                              |
| Mitsubishi  | A10 Kasei 10ff              | 1450hp Typ1  | Ha-101    | MK4A-E   | [Ha-32]10   |                                              |
| Mitsubishi  | A10 Kasei 20ff              | -            | Ha-111    | MK4P-V   | [Ha-32]20   |                                              |
| Mitsubishi  | A14 Zuisei 10ff             | 900hp Typ99  | Ha-26     | -        | [Ha-31]10   | entwickelt aus A8 Kinsei                     |
| Mitsubishi  | A14 Zuisei 21               | 1050hp Type1 | Ha-102    | MK2I     | [Ha-31]10   |                                              |
| Mitsubishi  | A18                         | 1900hp Typ4  | Ha-104    | MK6A     | [Ha-42]11   |                                              |
| Mitsubishi  | A18                         | -            | Ha-104Ru  | MK6A-L   | [Ha-42]     | Ha-104 mit Lader, wenige                     |
| Mitsubishi  | A20                         | -            | Ha-111    | MK9      | [Ha-43]     | nur Prototypen                               |
| Mitsubishi  | A21                         | -            | Ha-50     | -        | [Ha-43]01   | nur Prototyp                                 |
| Mitsubishi  | B1                          | 700hp Typ93  | Ha-2      | -        | -           | aus 650hp Typ Hi                             |
| Mitsubishi  | B2                          | -            | Ha-3      | -        | -           | 4 Prototypen 1934, aus Hispano-Suiza Typ X?  |
| Mitsubishi  | B3                          | -            | Ha-14     | -        | -           | Versuch, 2 Stück 1937                        |
| Mitsubishi  | B4                          | -            | Ha-21     | -        | -           | Versuch, Kopie Hispano-Suiza Ycrs?           |
| Mitsubishi  | B5                          | -            | -         | -        | -           | hängende Ventile, 2 Stück 1938               |

### Motoren von Nakajima und sonstigen Herstellern
| Hersteller-            | Name,          | Heer, Typ-    | Heer, Ha- | Marine-  | Einheits-   | Bemerkung                                |
| Firma                  | Werksbez.      | Nummer        | Nummer    | Kurzbez. | bezeichnung |                                          |
| ---------------------- | -------------- | ------------- | --------- | -------- | ----------- | ---------------------------------------- |
| Nakajima               | 400hp Lorraine | -             | -         | -        | -           | 1 Stück 1925 zur Probe, ?                |
| Nakajima               | 450hp Lorraine | -             | -         | -        | -           | Lizenz Lorraine-D.12E                    |
| Nakajima               | Jupiter 6      | -             | -         | -        | -           | Lizenz Bristol Jupiter VI                |
| Nakajima               | Jupiter 7      | -             | -         | -        | -           | Lizenz Bristol Jupiter VII               |
| Nakajima               | Jupiter 9      | -             | -         | -        | -           | Lizenz Bristol Jupiter IX                |
| Nakajima               | NAH Kotobuki   | 650HP Typ97   | Ha-1      | -        | -           | aus Bristol Jupiter                      |
| Nakajima               | NAH Kotobuki   | 650hp Typ97   | Ha-1b     | -        | [Ha-24]?    |                                          |
| Nakajima               | NAK Mamori 11  | -             | Ha-103    | NK7      | -           | problembehaftet, ca. 200 Stück           |
| Nakajima               | NAL            | 850hp Typ97   | Ha-5Kai   | -        | -           | 14-Zylinder-Variante des Kotobuki        |
| Nakajima               | NAL            | 1250hp Typ100 | Ha-41     | -        | -           | aus Ha-5, neuer Kopf                     |
| Nakajima               | NAL-6          | 1450hp Typ2   | Ha-109    | NK5A     | [Ha-34]11   |                                          |
| Nakajima               | NAM Sakae 11   | 950hp Typ99   | Ha-25     | NK1      | [Ha-33]50   |                                          |
| Nakajima               | NAM Sakae 21   | -             | -         | NK1F     | [Ha-35]21   | Marine                                   |
| Nakajima               | NAM            | 1150hp Typ1   | Ha-115    | -        | [Ha-35]21   | Heer                                     |
| Nakajima               | NAP Hikari     | 550hp Typ94   | Ha-8      | -        | -           |                                          |
| Nakajima               | NAS            | -             | Ha-20     | -        | -           | Nachbau Bristol Mercury                  |
| Nakajima               | NLH-11         | -             | Ha-39     | -        | -           | W-Motor, 1 Versuchsexemplar              |
| Nakajima               | BA Homare      | 1900hp Typ4   | Ha-45     | NK9      | [Ha-45]     | 18-Zylinder- Variante des NAM            |
| Nakajima               | BD             | -             | Ha-217    | NK10A    | [Ha-46]01   | aus Mamori, 6 Prototypen 1942/3          |
| Nakajima               | BH             | -             | Ha-219    | NK11A    | [Ha-44]     | 18-Zylinder-Variante des NAL, Prototypen |
| Nippon Hainenki        | Semi 11        | -             | -         | -        | [Ha-90]11   | Lizenz 22-36hp AVA-4H (franz.)           |
| Nissan                 | -              | 100hp Typ4    | Ha-47     | -        | [Ha-11]11   | Lizenz Hirth, = Hitachi Hatsukaze 11     |
| Rikugun/Heeres-Arsenal | Renault        | -             | -         | -        | -           | Lizenz Renault 8c, wie Mitsubishi        |
| Rikugun/Heeres-Arsenal | Mercedes       | -             | -         | -        | -           | Nachbau Daimler DI, wie Gasuden          |
| Rikugun/Heeres-Arsenal | Salmson Z9     | -             | -         | -        | -           | Lizenz Salmson Z9, wie Gasuden           |